# Ewer Airport
Ewer Airport är en flygplats i Indonesien.   Den ligger i provinsen Papua, i den östra delen av landet, 3 500 km öster om huvudstaden Jakarta. Ewer Airport ligger 22 meter över havet.
Terrängen runt Ewer Airport är mycket platt. Havet är nära Ewer Airport västerut. Runt Ewer Airport är det mycket glesbefolkat, med 3 invånare per kvadratkilometer. Trakten runt Ewer Airport består huvudsakligen av våtmarker.